# Chrysometa yunque
Chrysometa yunque este o specie de păianjeni din genul Chrysometa, familia Tetragnathidae, descrisă de Lévi, 1986.
Este endemică în Puerto Rico. Conform Catalogue of Life specia Chrysometa yunque nu are subspecii cunoscute.